# Éric Cauchi
Pour les articles homonymes, voir Cauchi.
Éric Cauchi (1917-1944) fut, pendant la Seconde Guerre mondiale, un agent secret britannique du Special Operations Executive. 

## Identités
- État civil : Éric Joseph Denis Cauchi
- Comme agent du SOE :
  - Nom de guerre (field name) : « Pedro »
  - Nom de code opérationnel : MESSENGER (en français MESSAGER)
  - Faux papiers : Desbois

Parcours militaire : SOE, section F, General List ; grade : lieutenant, matricule : 279563, puis captain. 

## Éléments biographiques
Éric Cauchi naît le 11 août 1917, en Grèce. Il est parachuté en France en août 1943, comme instructeur du réseau STOCKBROCKER d’Harry Rée « César ». Il reçoit et distribue beaucoup de matériel. Il est abattu par la Gestapo, rue de la Forge, à Montbéliard, non loin du café Grangier, le 29 janvier 1944. Il a 26 ans. 

## Reconnaissance

### Distinction
- Royaume-Uni : Mentioned in Despatches.
- France : Croix de guerre 1939-1945, Médaille de la Résistance.

### Monuments
- En tant que l'un des 104 agents du SOE section F morts pour la France, Éric Cauchi est honoré au mémorial de Valençay (Indre).
- Château de Perreuse (hameau de Signy Perreuse, Signy-Signets, Seine-et-Marne, France), Franco British National Cemetery, France, Plot 2, rangée C, Grave 46.